# Plagiomerus diaspidis
Plagiomerus diaspidis är en stekelart som beskrevs av Crawford 1910. Plagiomerus diaspidis ingår i släktet Plagiomerus och familjen sköldlussteklar.
Artens utbredningsområde är:
- Colombia.
- Frankrike.
- Italien.
- Madeira.
- Azerbajdzjan.

Inga underarter finns listade i Catalogue of Life.